# 倪惟諴
倪惟諴，雲南省雲南府昆明縣人，清朝政治人物、進士出身。

## 生平
光緒十六年（1890年），参加光緒庚寅科殿試，登進士二甲134名。同年五月，著主事，分部学习。